# Estadio Level-5
El Best Denki Stadium es un estadio multipropósito ubicado en Fukuoka, Japón, fue inaugurado en el año 1995, tiene una capacidad para albergar a 22 563 aficionados cómodamente sentados, su equipo local es la Avispa Fukuoka de la J1 League.

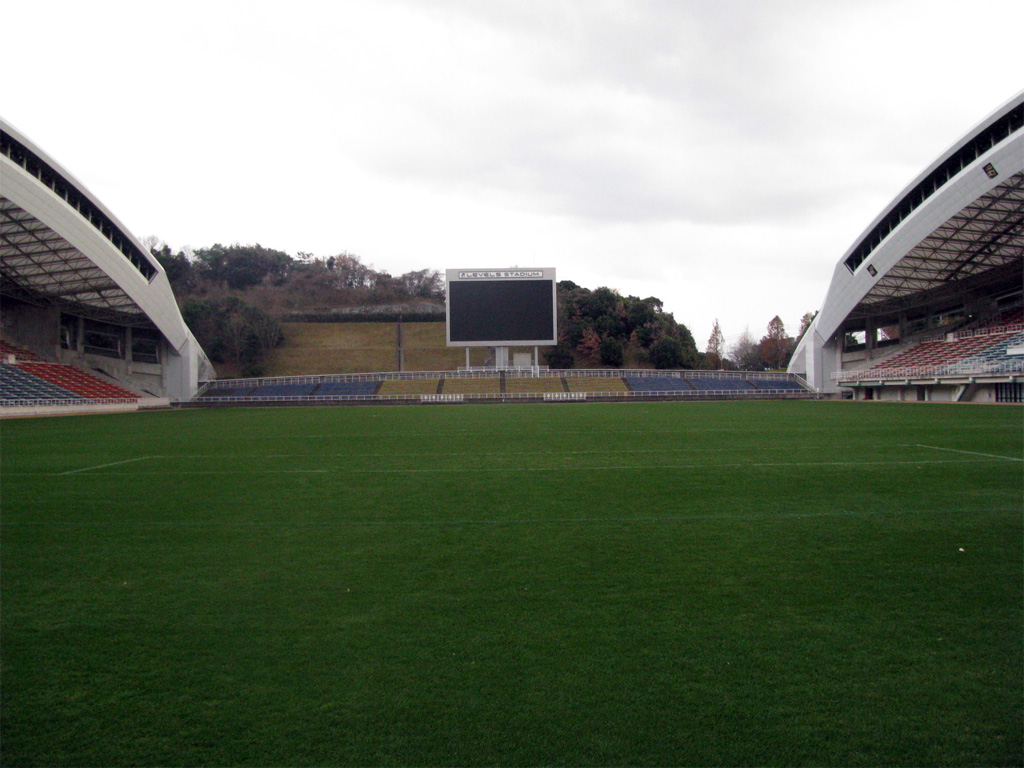
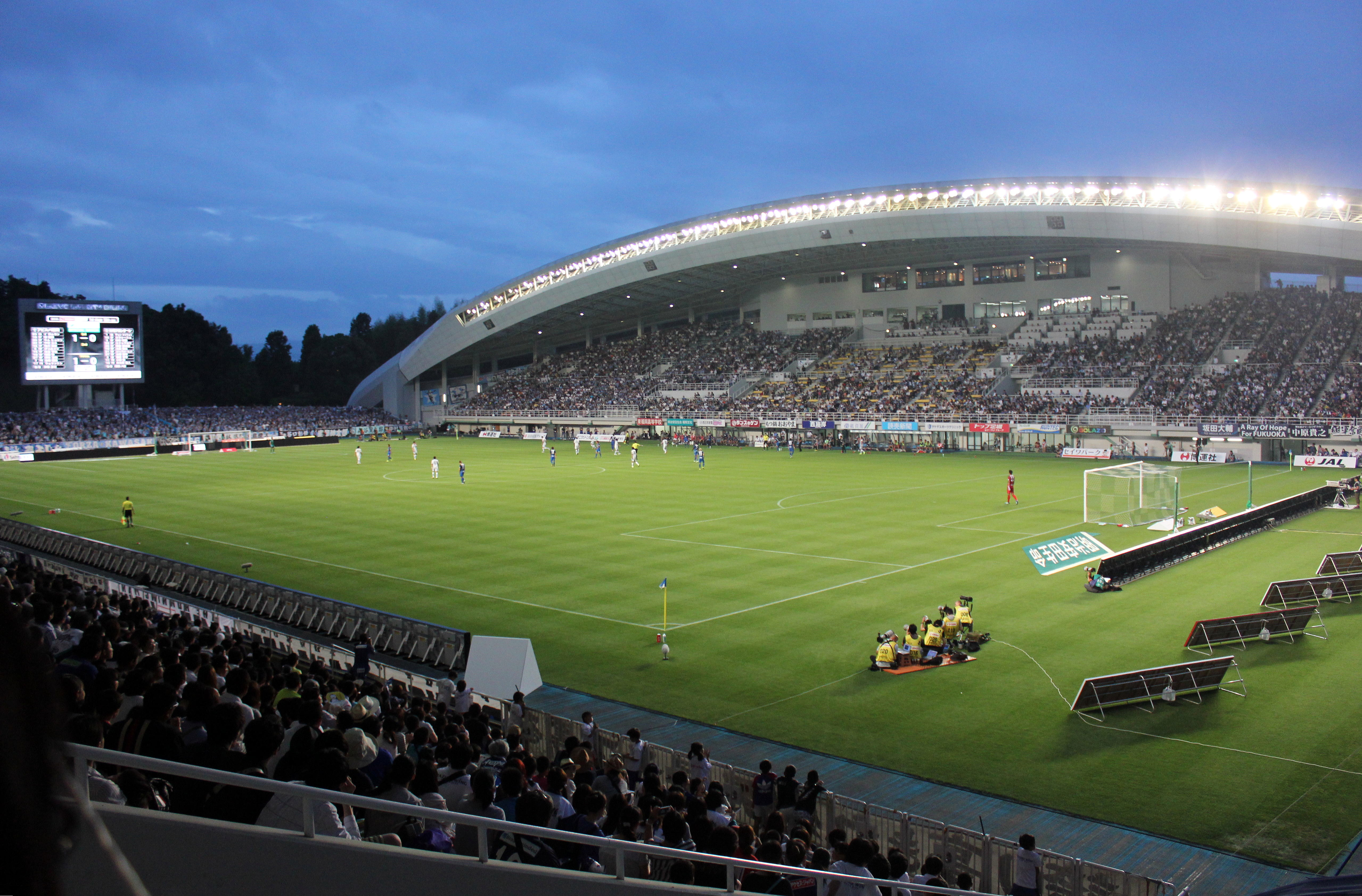